# Ochirbatyn Nasanburmaa
Nasanburmaa Ochirbatyn (Ulan Bator, 14 aprile 1989) è una lottatrice mongola, specializzata nella lotta libera.

## Palmarès
- Mondiali

Tokyo 2008: bronzo nei 67 kg.
Istanbul 2011: bronzo nei 63 kg.
Budapest 2013: bronzo nei 67 kg.
Budapest 2018: argento nei 72 kg.
- Giochi asiatici

Canton 2010: argento nei 63 kg.
- Campionati asiatici

Tokyo 2004: bronzo nei 63 kg.
Jeju 2008: argento nei 67 kg.
Nuova Delhi 2013: oro nei 67 kg.
Bişkek 2018: argento nei 72 kg.
- Universiadi

Kazan' 2013: argento nei 67 kg.